# Wapen van Reusel

Wapen van Reusel

Het wapen van Reusel werd op 14 oktober 1818 bij besluit van de Hoge Raad van Adel aan de toenmalige Noord-Brabantse gemeente Reusel verleend. Op 1 januari 1997 ging Reusel op in de nieuwe gemeente Reusel-De Mierden, waardoor het wapen van Reusel kwam te vervallen. In het wapen van Reusel-De Mierden is de korenschoof uit het wapen van Reusel opgenomen.

## Blazoenering
De blazoenering bij het wapen luidt als volgt:
Van lazuur, beladen met een koornschoof van goud.
De heraldische kleuren zijn lazuur (blauw) en goud (geel). Dit zijn de rijkskleuren. De beschrijving is later toegevoegd, oorspronkelijk stond in het register uitsluitend een tekening. 

## Geschiedenis
De herkomst van het wapen is niet zeker. De schepenbank van Reusel had al sinds 1435 het recht een eigen zegel te gebruiken. Dit was aanvankelijk een knoestige eikenboom die het symbool was van het klooster in Postel, waartoe Reusel behoorde, en een schild met een lam. Toen het klooster een abdij werd gebruikte de schepenbank het zegel van de abdij, met daarbij het wapen van de regerend abt. Vanaf 1689 viel Reusel onder Bladel en had het geen eigen schepenbank meer. Het laatste zegel van Reusel toont het wapen van abt Gaillard: drie gouden korenschoven op een zilveren veld. Mogelijk is het aangevraagde wapen hiervan afgeleid, maar het kan ook zijn dat de korenschoof een symbool voor de landbouw in de gemeente voorstelde. Bij de aanvraag van het wapen waren de kleuren waarschijnlijk niet gespecificeerd, waardoor het is verleend in de rijkskleuren goud op blauw.

## Verwant wapen

Wapen van Reusel-De Mierden

Aalburg
· Aalst
· Aarle-Rixtel
· Alem 
· Alem, Maren en Kessel
· Almkerk
· Alphen en Riel
· Andel
· Baardwijk
· Bakel en Milheeze
· Beek en Donk
· Beers
· Berghem
· Berkel-Enschot
· Berlicum
· Besoyen
· Beugen en Rijkevoort
· Bladel en Netersel
· Bokhoven
· Borkel en Schaft
· Boxmeer
· Budel
· Capelle
· Chaam
· Cromvoirt
· Cuijk
· Cuijk en Sint Agatha
· De Werken en Sleeuwijk
· Den Dungen
· Deurne en Liessel
· Dieden, Demen en Langel
· Diessen
· Dinteloord (en Prinsenland)
· Dinther
· Dommelen
· Drongelen, Haagoort, Gansoijen en Doeveren
· Drunen
· Duizel en Steensel
· Dussen
· Eersel
· Eethen
· Emmikhoven en Waardhuizen
· Empel en Meerwijk
· Engelen
· Erp
· Esch
· Escharen
· Fijnaart en Heijningen
· Gassel
· Geffen
· Geldrop
· Gemert
· Genderen
· Gestel en Blaarthem
· Giessen
· Ginneken en Bavel
· Grave
· 's Gravenmoer
· Haaren 
· Halsteren
· Haps
· Haren en Macharen
· Hedikhuizen
· Heesch
· Heeswijk
· Heeswijk-Dinther
· Heeze
· Helvoirt
· Herpt
· Hoeven
· Hooge en Lage Mierde
· Hooge en Lage Zwaluwe
· Hoogeloon, Hapert en Casteren
· Huijbergen
· Kessel
· Klundert
· Landerd
· Leende
· Liempde
· Lierop
· Lieshout
· Linden
· Lith
· Luyksgestel
· Maarheeze
· Maasdonk
· Maashees en Overloon
· Made en Drimmelen
· Maren
· Meeuwen
· Megen, Haren en Macharen
· Mierlo
· Mill en Sint Hubert
· Moergestel
· Nederwetten en Eckart
· Nieuw-Ginneken
· Nieuw-Vossemeer
· Nieuwkuijk
· Nistelrode
· Nuenen en Gerwen
· Nuland
· Oeffelt
· Oerle
· Oijen en Teeffelen
· Oost-, West- en Middelbeers
· Oploo, Sint Anthonis en Ledeacker
· Ossendrecht
· Oud en Nieuw Gastel
· Oudenbosch
· Oudheusden
· Princenhage
· Prinsenbeek
· Putte
· Raamsdonk
· Ravenstein
· Reek
· Reusel
· Riethoven
· Rijsbergen
· Rijswijk
· Roosendaal en Nispen
· Rosmalen
· Sambeek
· Schaijk
· Schijndel
· Sint Anthonis
· Sint-Michielsgestel
· Sint-Oedenrode
· Soerendonk, Sterksel en Gastel
· Sprang
· Sprang-Capelle
· Standdaarbuiten
· Stiphout
· Stratum
· Strijp
· Terheijden
· Teteringen
· Tongelre
· Uden
· Udenhout
· Veen
· Veghel
· Veldhoven en Meerveldhoven
· Velp
· Vessem, Wintelre en Knegsel
· Vierlingsbeek
· Vlierden
· Vlijmen
· Vrijhoeve-Capelle
· Wanroij
· Waspik
· Werkendam
· Westerhoven
· Wijk en Aalburg
· Willemstad
· Woensel (en Eckart)
· Woudrichem
· Wouw
· Zeeland
· Zesgehuchten
· Zevenbergen